# Простая история (фильм, 1960)
«Проста́я исто́рия» — советский художественный фильм 1960 года.

## Сюжет
В колхозе «Заря» один за другим каждый год меняются председатели. На очередном собрании колхозников, когда сотрудник райкома представляет следующего претендента, берёт слово Александра Потапова, вдова, также как многие женщины, потерявшая на войне мужа. Она предлагает на этот раз выбрать председателем женщину. И неожиданно для неё самой её и выбирают.
Александра принимается за дело, порой не представляя всю сложность своих новых обязанностей. Не просто складываются её взаимоотношения и с некоторыми односельчанами, особенно с бывшим председателем Лыковым, с сыном которого, Иваном, у неё любовная связь. Понимая, что она теперь на виду у односельчан, Александра порывает с Иваном.
Постепенно жизнь в хозяйстве налаживается. Люди, видя неравнодушное отношение Александры к работе, помогают ей. Колхоз укрупняют, сливая с другим, отстающим.
По работе она часто встречается с секретарём райкома Даниловым и влюбляется в него. Он тоже к ней неравнодушен, но так и не решается изменить свою жизнь. 
В заключительной сцене фильма начальство, приехавшее из района, уговаривает Александру возглавить передовой совхоз, в котором применяются современные технологии, а служащие живут в каменных домах с канализацией. Александра поначалу соглашается, но, выйдя из дома, видит собравшихся односельчан, которые встревоженным и суровым видом выражают своё несогласие. Она остаётся в родном колхозе.
Роль Александры Потаповой была написана специально для Нонны Мордюковой, мать которой была председателем колхоза.

## В ролях
- Нонна Мордюкова — Саша (Александра Васильевна) Потапова
- Михаил Ульянов — Андрей Егорович Данилов, секретарь райкома
- Василий Шукшин — Ванька Лыков
- Даниил Ильченко — Егор Лыков, бывший председатель, отец Ваньки
- Валентина Владимирова — Авдотья, подруга Саши
- Ирина Мурзаева — мать Саши
- Алексей Миронов — Гуськов
- Нина Белобородова — Вера, сестра Ваньки
- Борис Юрченко — Виктор, муж Веры
- Татьяна Бабанина — Настасья Минеева, подруга Саши
- Олег Анофриев — агроном
- Валентин Брылеев — председатель собрания
- Мария Виноградова — продавщица автолавки
- Иван Жеваго — Бычков
- Владимир Смирнов — Миша, водитель Данилова
- Нина Сазонова — Люба, подруга Саши
- Клавдия Козлёнкова — Тося
- Анна Коломийцева — мать Ваньки
- Ираида Солдатова — подруга Саши

## Съёмочная группа
- Режиссёр-постановщик: Юрий Егоров
- Автор сценария: Будимир Метальников
- Оператор-постановщик: Игорь Шатров
- Художники-постановщики: Марк Горелик, Сергей Серебреников
- Композитор: Марк Фрадкин
- Текст песен: Николай Доризо
- Вокал: Валентина Левко («Песня о любви»)